# Balnakeil Bay

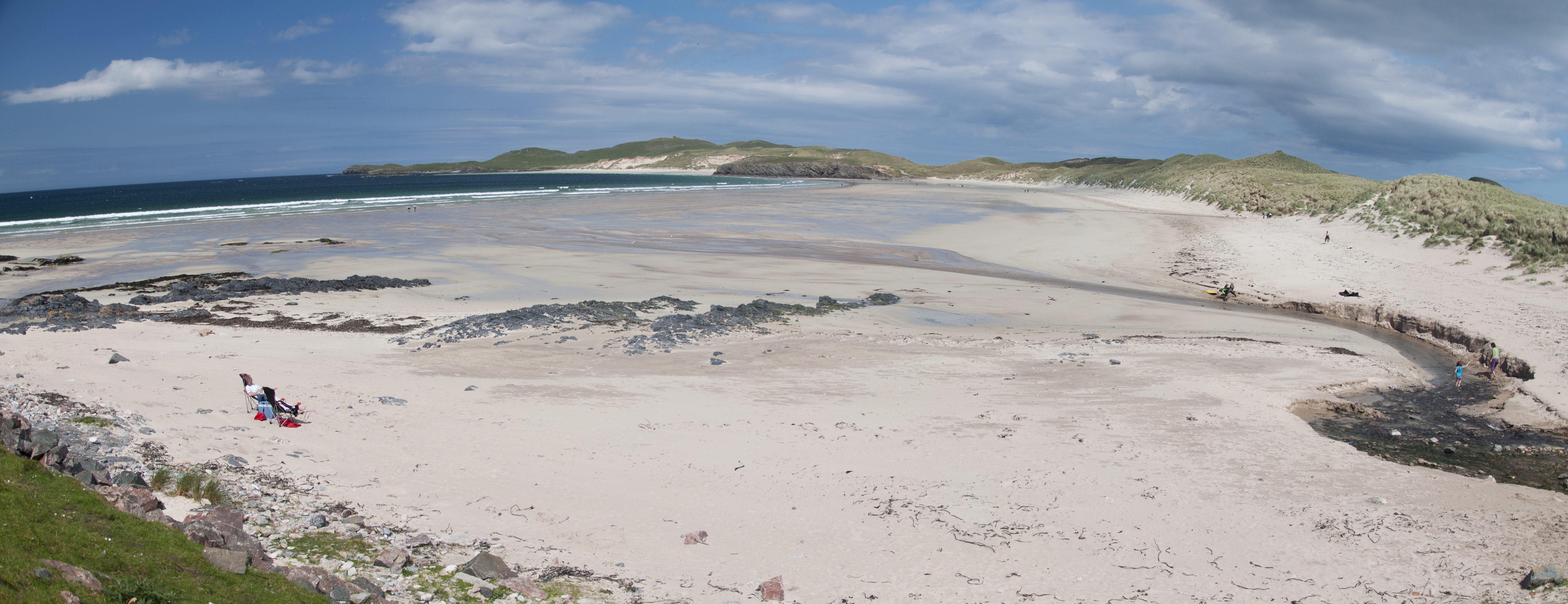
Balnakeil Bay met Faraid Head rechts op de foto

Balnakeil Bay is een baai aan de Atlantische Oceaan in het noordwesten van Sutherland, Schotland, genoemd naar de plaats Balnakeil bij Durness. vlak bij de baai liggen Balnakeil House en Balnakeil Church.
Balnakeil Bay is verbonden met het zuidelijk gelegen Kyle of Durness en kan bereikt worden via een kleine weg die de A838 verlaat in westelijke richting. Balnakeil Bay heeft een zandstrand en zandduinen. De duinen liggen op een landtong, Faraid Head aan de oostelijke zijde van de baai. Het strand en de duinen worden beschouwd als een van de mooiste van Noord-Schotland. De duinen vormen een beschutting voor de vruchtbare grond en de schapen die er grazen. In de duinen werd een graf gevonden van een jonge Viking uit de 9e of 10e eeuw (zie bron).
Op Faraid Head kan men zeehonden, bontbekpleviers, stormvogels en pijlstormvogels, aalscholvers en alken aantreffen.

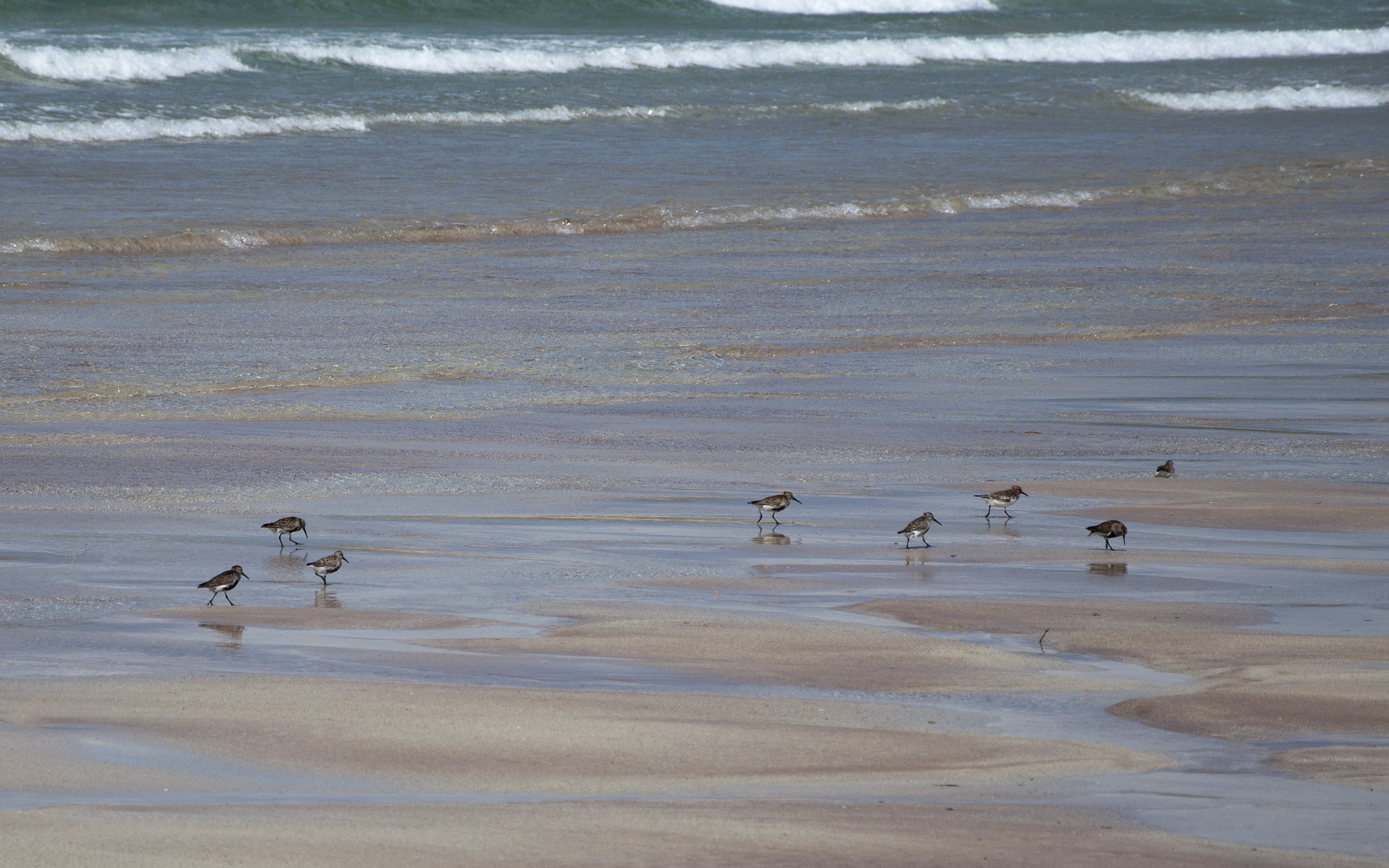
Steltlopers op het strand van Balnakeil Bay
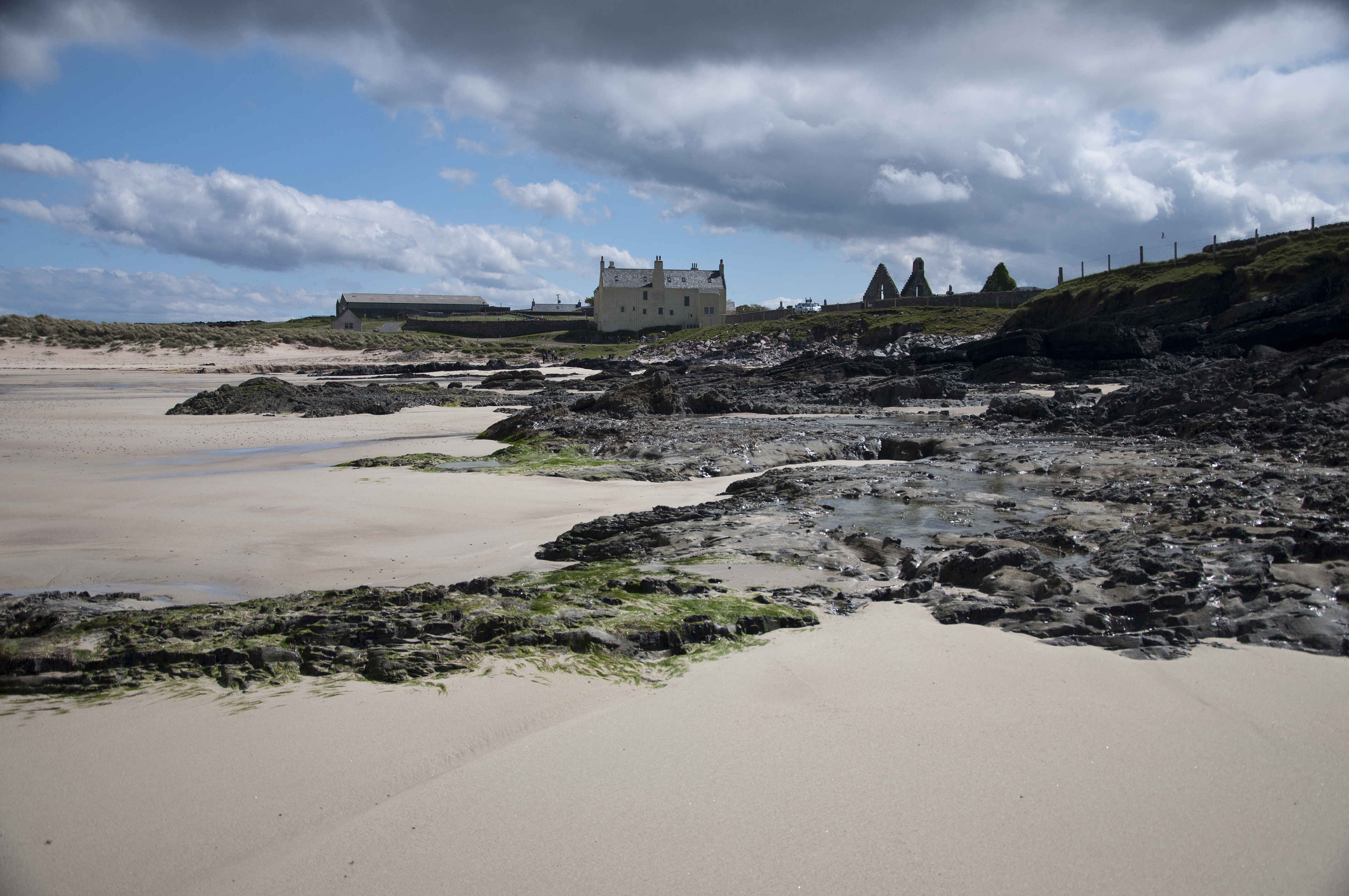
Balnakeil vanaf het strand